# Придворци (Невесиње)
Придворци су насељено мјесто у општини Невесиње, Република Српска, БиХ. Према попису становништва из 1991. у насељу је живјело 213 становника.

## Образовање
У насељу се налазе Основна школа „Ристо Пророковић“ и Црква Светог мученика Вукашина.

## Становништво
На Попису 1991. године овдје су живјеле породице: Ћатић, Ћехић, Делић, Масло, Пирушић, Шиљеговић, Жерајић, Радић, Видачић, Топоран.
| Демографија | Демографија | Демографија |
| Година      | Становника  | Становника  |
| ----------- | ----------- | ----------- |
| 1961.       | 285         |             |
| 1971.       | 289         |             |
| 1981.       | 255         |             |
| 1991.       | 213         |             |